# Sabatieria cettensis
Sabatieria cettensis is een rondwormensoort uit de familie van de Comesomatidae. De wetenschappelijke naam van de soort is voor het eerst geldig gepubliceerd in 1903 door Rouville.